# Otoniel Gonzaga
Otoniel Gonzaga (ur. 30 września 1913, zm. przed 1946) – filipiński strzelec sportowy, olimpijczyk.
Brał udział w Letnich Igrzyskach Olimpijskich 1936. Wystąpił wówczas w trzech konkurencjach; najwyższe 32. miejsce (ex aequo z trzema zawodnikami), zajął w strzelaniu z karabinu małokalibrowego leżąc z 50 m.
Zginął podczas II wojny światowej.

## Wyniki olimpijskie
| Igrzyska | Konkurencja                       | Wynik                           | Miejsce           | Źródło |
| -------- | --------------------------------- | ------------------------------- | ----------------- | ------ |
| IO 1936  | Pistolet szybkostrzelny, 25 m     | niesklasyfikowany               | niesklasyfikowany | [ 1 ]  |
| IO 1936  | Pistolet dowolny, 50 m            | 501 punktów (84-79-84-84-83-87) | 37 (na 43)        | [ 2 ]  |
| IO 1936  | Karabin małokalibrowy leżąc, 50 m | 291 punktów                     | 32T (na 66)       | [ 3 ]  |